# バークシャー・フライヤー
バークシャー・フライヤー（英語：Berkshire Flyer）はアムトラックが運行する季節運行の旅客列車で、ニューヨーク市とバークシャー山地のマサチューセッツ州ピッツフィールドをハドソンバレーを通って結ぶ。列車は夏の間のみ運行され、毎週金曜日の夕方にニューヨーク市のペンシルベニア駅を出発し、日曜日（または祝日である月曜日）にニューヨーク市へ戻ってくる。2022年度から3年間の実証実験として運行が行われている。

## 歴史

### 計画
2014年、マサチューセッツ州はバークシャー山地とニューヨーク市の間で通勤列車を走らせる計画を提案した。計画では、一日8往復の列車が、ピッツフィールドからコネチカット州を通ってニューヨーク州サウスイースト町までフーサトニック鉄道の線路を走り、その先メトロノース鉄道ハーレム線に乗り入れてニューヨーク市のグランド・セントラル駅に至ることになっていた。バークシャー郡内には、ピッツフィールド、リー、グレートバーリントン、シェフィールドの4つの駅が提案されていた。この計画は、コネチカット州知事ダネル・マロイが関心を示さなかったため、失敗に終わった。
2017年、マサチューセッツ州議会は、通勤列車ではなく、夏期の観光客向けの列車をニューヨーク市とバークシャー山地の間で走らせるための新たな取り組みを始めた。「バークシャー・フライヤー」の計画は、ボストンとケープコッドを結ぶ季節列車ケープ・フライヤーを参考にしたものである。また、コネチカット州ではなく、ニューヨーク州のエンパイア回廊を経由するルートが提案された。議会は9月にマサチューセッツ州交通局の代表者、政府関係者、ビジネスリーダーや関係する市民らからなる作業部会を発足させて計画に取り組んだ。
マサチューセッツ州交通局は、2018年5月に、3つの案を含むバークシャー・フライヤーの実現可能性調査の報告書を公表した。後に採用されることになる、1つ目の案は既存のエンパイア・サービスをオールバニ・レンセラー駅からピッツフィールドまで延長運転するというものであった。1つ目の案は、同じ経路で、途中停車駅を減らした列車を新たに走らせ、10分から12分の短縮を図るというものだった。3つ目の案は、オールバニ・レンセラー駅を通過するショーダック支線 を経由して、20分程度の短縮を図るというものであった。ニューヨーク州運輸省は、エンパイア回廊の全駅に停車しない列車を支援しないと述べた。報告書では、ニューヨーク州チャタムにアムトラックの新駅を設置する可能性についても挙げられたが、コストが高いために評価されなかった。
2018年5月、マサチューセッツ州議会の上院は、バークシャー・フライヤーの2年間の試験運行のための資金を承認した。これは、エンパイア・サービスのピッツフィールドへの季節的な延長運転である。

### 実証運行
実証実験は2020年6月に開始される予定であったが、コロナウイルス感染症の大流行と法的スポンサーをめぐる疑問により遅れが生じた。運行は2022年と2023年の夏に変更され、後に2024年の夏にも延長して運行することになった。
2022年4月、アムトラックは一番列車が7月8日に運行されることを発表した。チケットは5月25日に片道45ドルから発売された。予告通り、運行は2022年7月8日に、1235列車がペンシルベニア駅を定刻通り出発したのを以て開始された。一番列車には地元や州の役人も乗車しており、ピッツフィールドでは出迎えが行われた。2022年度の運行は9月5日（レイバー・デー）の南行列車を以て終了した。
2022年度には合計で9往復のバークシャー・フライヤーが運行され、北行は401人、南行は418人の乗客を運んだ。多くの乗客が、限られた運転スケジュールは不便だとして、ピッツフィールドにより長く滞在することを望んだものの、この路線に対する反応は肯定的なものであった。支援者は2023年度に向けて更なるスケジュールの拡張を望んだ。
2023年4月、マサチューセッツ州交通局はバークシャー・フライヤーの2年目の運行を、戦没将兵追悼記念日の週末からコロンブス・デーの週末まで行うことを発表した。北行の一番列車は5月26日、南向きの最終列車は10月8日で、2022年度の倍以上となる合計20往復が設定された。
2023年、マサチューセッツ州交通局は、2022年度の開始の遅れとマーケティング不足を補うために、3期目となる2024年夏の実証運行に資金を提供する意向を示した。このため、ピッツフィールドのジョセフ・シェルシ・インターモーダル・トランスポーテーション・センターで通過側線の建設を計画していた線路所有者のCSXトランスポーテーションと、新たに合意を取り付ける必要があった。バークシャー・フライヤーの運転期間後は、オールバニ・レンセラー駅とピッツフィールドの間に新たな連絡バス（アムトラック・スルーウェイ）の運行が検討されている。

## 路線
バークシャー・フライヤーは、ニューヨーク市からピッツフィールドまで直通する、初めてかつ唯一のアムトラックの列車だが、すべての区間でアムトラックの他の列車と重複している。ニューヨーク市とオールバニ・レンセラー駅の間はアムトラックのエンパイア回廊の一部であり、オールバニ・レンセラー駅からピッツフィールドまでの区間はレイクショア・リミテッド号の経路に含まれる。